# Ponthoile
Ponthoile és un municipi francès situat al departament del Somme i a la regió dels Alts de França. L'any 2007 tenia 603 habitants.

## Demografia

### Població

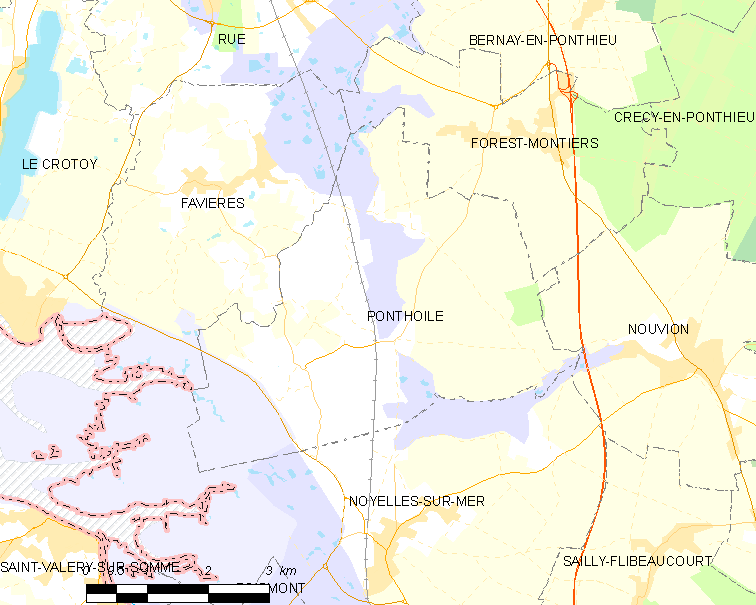

El 2007 la població de fet de Ponthoile era de 603 persones. Hi havia 255 famílies de les quals 56 eren unipersonals (32 homes vivint sols i 24 dones vivint soles), 107 parelles sense fills, 84 parelles amb fills i 8 famílies monoparentals amb fills.

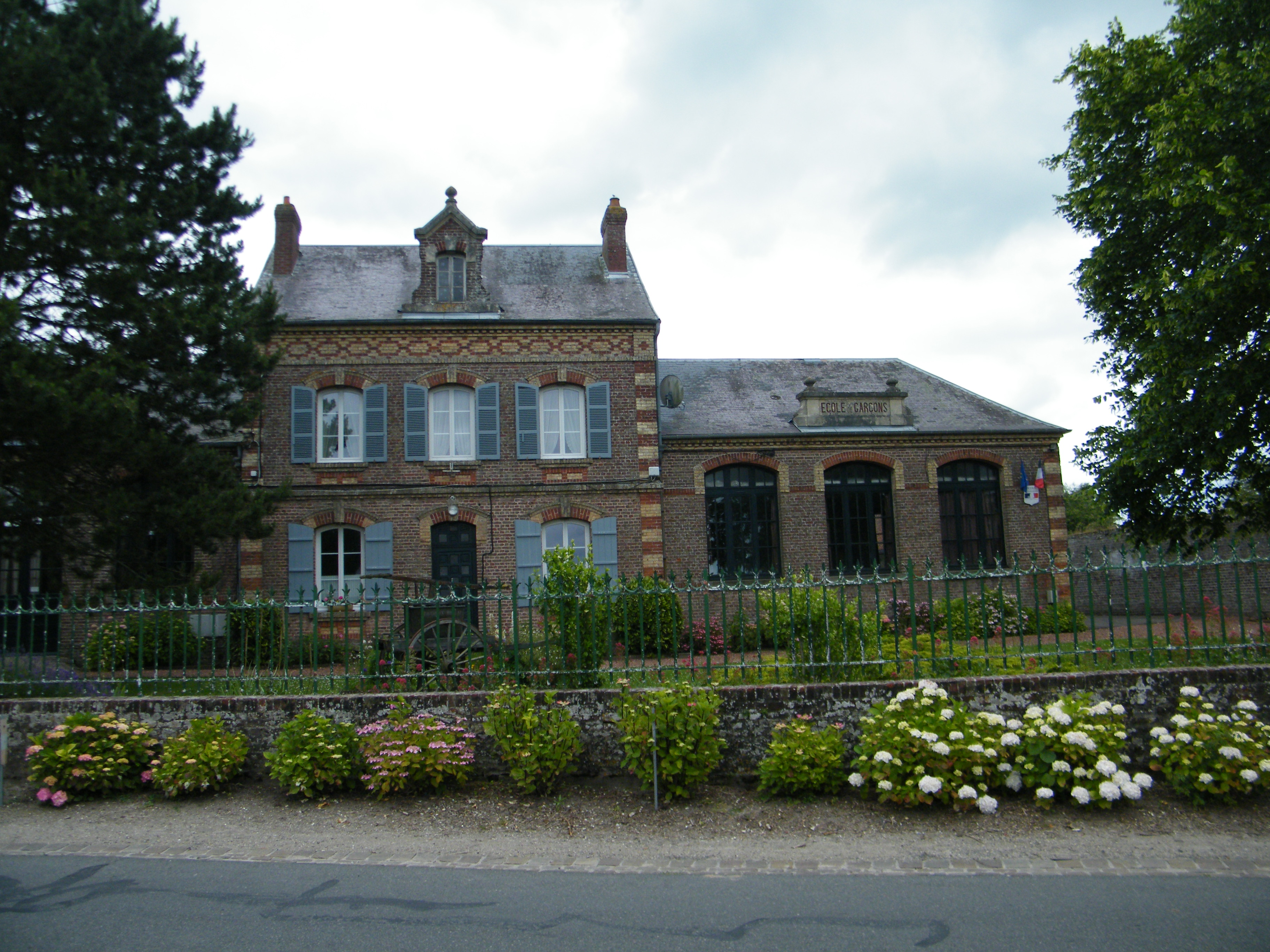

La població ha evolucionat segons el següent gràfic:
Habitants censats

### Habitatges
El 2007 hi havia 346 habitatges, 253 eren l'habitatge principal de la família, 78 eren segones residències i 14 estaven desocupats. 328 eren cases i 4 eren apartaments. Dels 253 habitatges principals, 231 estaven ocupats pels seus propietaris, 17 estaven llogats i ocupats pels llogaters i 5 estaven cedits a títol gratuït; 6 tenien dues cambres, 37 en tenien tres, 79 en tenien quatre i 131 en tenien cinc o més. 185 habitatges disposaven pel capbaix d'una plaça de pàrquing. A 109 habitatges hi havia un automòbil i a 120 n'hi havia dos o més.

### Piràmide de població

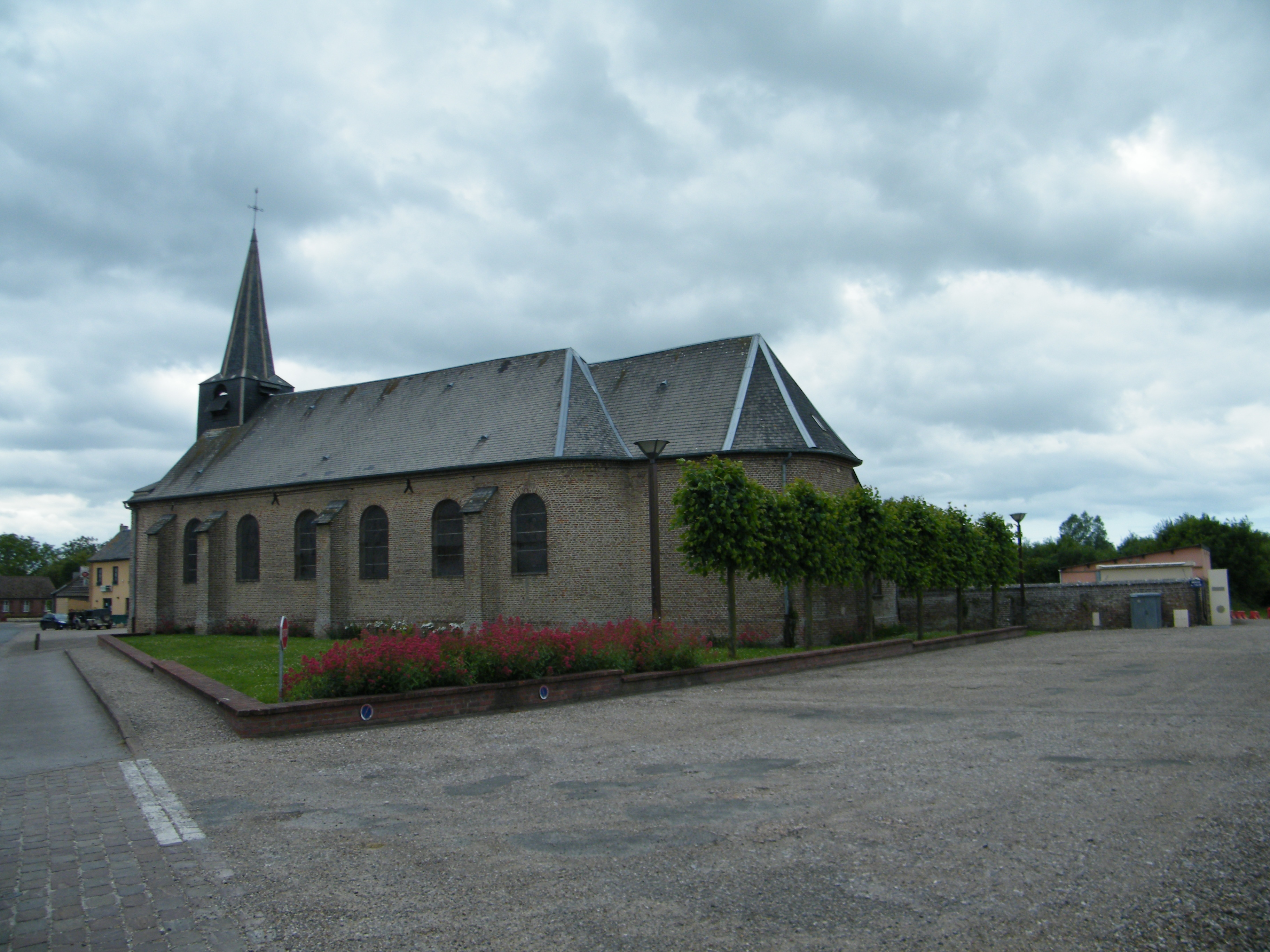

La piràmide de població per edats i sexe el 2009 era:
| Homes | Edats   | Dones |
| ----- | ------- | ----- |
| 0     | 95 o +  | 0     |
| 0     | 90 a 94 | 0     |
| 4     | 85 a 89 | 4     |
| 8     | 80 a 84 | 8     |
| 12    | 75 a 79 | 12    |
| 16    | 70 a 74 | 16    |
| 24    | 65 a 69 | 16    |
| 24    | 60 a 64 | 16    |
| 16    | 55 a 59 | 16    |
| 20    | 50 a 54 | 20    |
| 16    | 45 a 49 | 20    |
| 20    | 40 a 44 | 16    |
| 20    | 35 a 39 | 16    |
| 32    | 30 a 34 | 12    |
| 0     | 25 a 29 | 24    |
| 16    | 20 a 24 | 8     |
| 8     | 15 a 19 | 8     |
| 16    | 10 a 14 | 12    |
| 16    | 5 a 9   | 20    |
| 8     | 0 a 4   | 12    |

## Economia

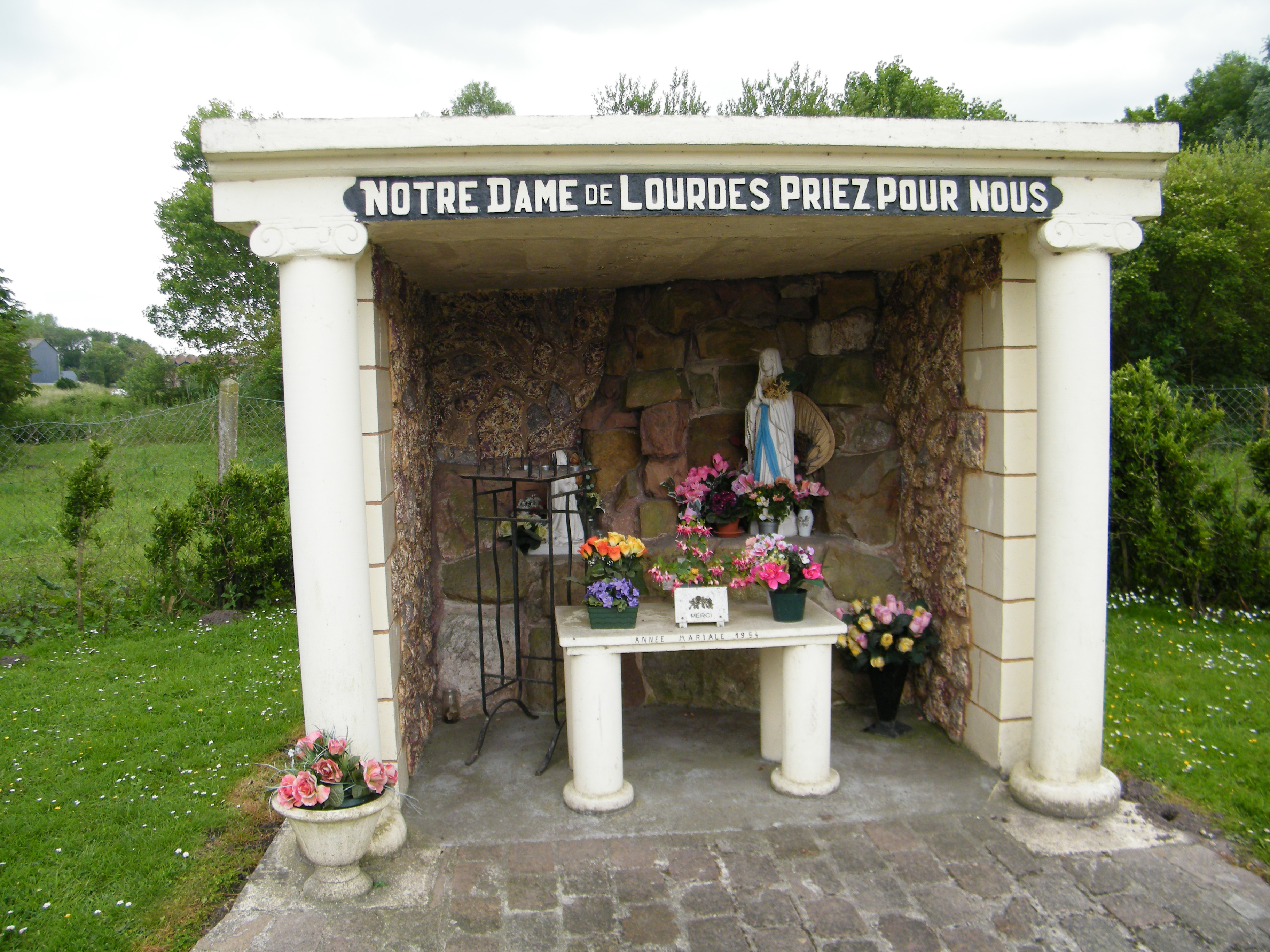

El 2007 la població en edat de treballar era de 362 persones, 261 eren actives i 101 eren inactives. De les 261 persones actives 243 estaven ocupades (135 homes i 108 dones) i 18 estaven aturades (12 homes i 6 dones). De les 101 persones inactives 49 estaven jubilades, 17 estaven estudiant i 35 estaven classificades com a «altres inactius».

### Ingressos

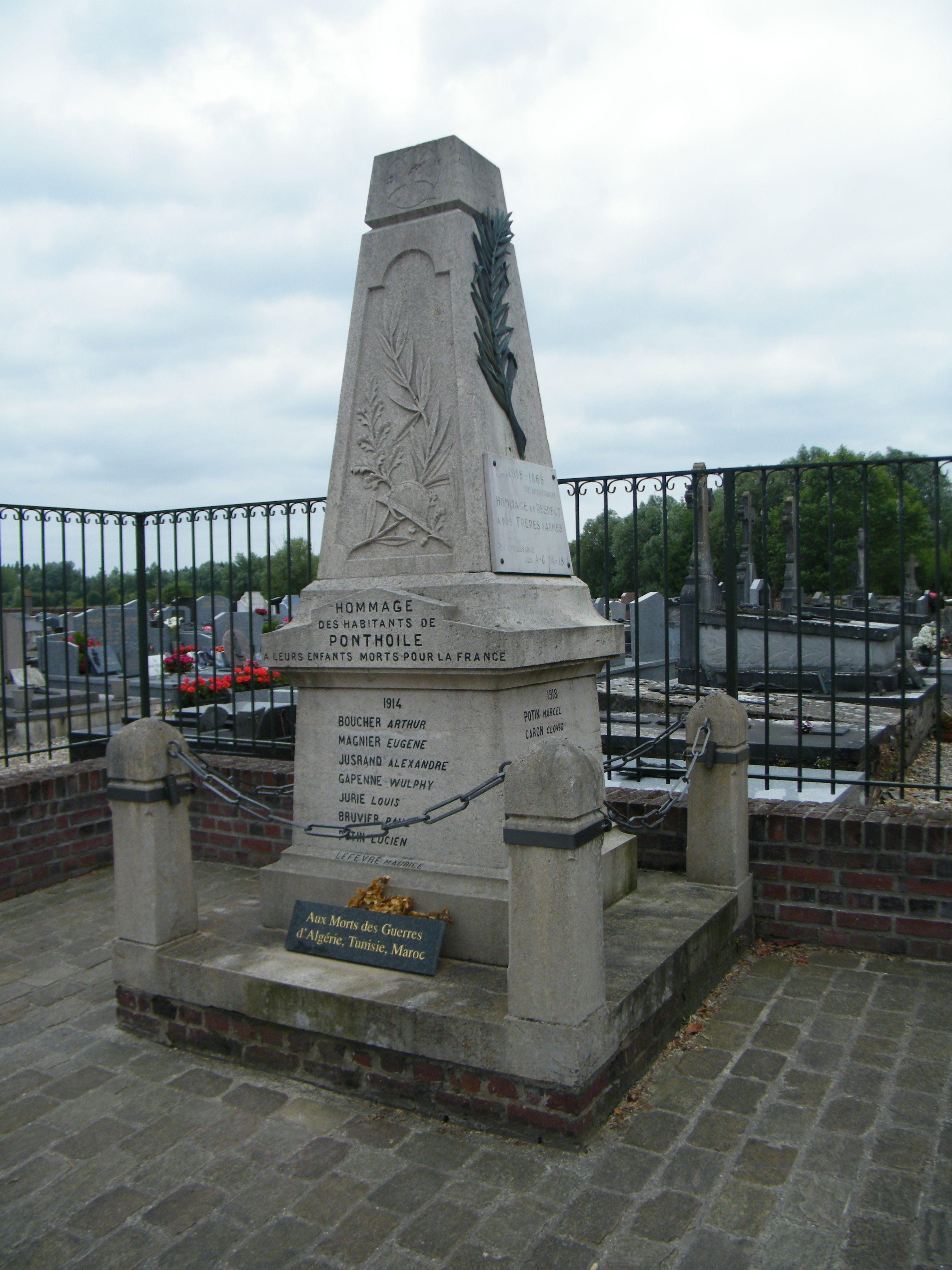

El 2009 a Ponthoile hi havia 261 unitats fiscals que integraven 639 persones, la mediana anual d'ingressos fiscals per persona era de 17.685 €.

### Activitats econòmiques
Dels 22 establiments que hi havia el 2007, 1 era d'una empresa de fabricació d'altres productes industrials, 6 d'empreses de construcció, 2 d'empreses de comerç i reparació d'automòbils, 5 d'empreses d'hostatgeria i restauració, 1 d'una empresa financera, 4 d'empreses de serveis, 2 d'entitats de l'administració pública i 1 d'una empresa classificada com a «altres activitats de serveis».
Dels 8 establiments de servei als particulars que hi havia el 2009, 1 era un paleta, 2 fusteries, 2 lampisteries, 1 empresa de construcció i 2 restaurants.
L'any 2000 a Ponthoile hi havia 19 explotacions agrícoles que ocupaven un total de 812 hectàrees.

## Equipaments sanitaris i escolars
El 2009 hi havia una escola elemental.

## Poblacions més properes
El següent diagrama mostra les poblacions més properes.